# لارس وگارد
 لارس وگارد (انگلیسی: Lars Vegard؛ زاده ۳ فوریه ۱۸۸۰ درگذشته ۲۱ دسامبر ۱۹۶۳) یک فیزیک‌دان اهل نروژ بود.